# 戚墅堰街道
戚墅堰街道，是中华人民共和国江苏省常州市武进区下辖的一个乡镇级行政单位。

## 行政区划
戚墅堰街道下辖以下地区：
站北社区、戚大街社区、圩墩社区、河苑社区、东方社区、花溪社区和花苑社区。